# 陸軍大学校

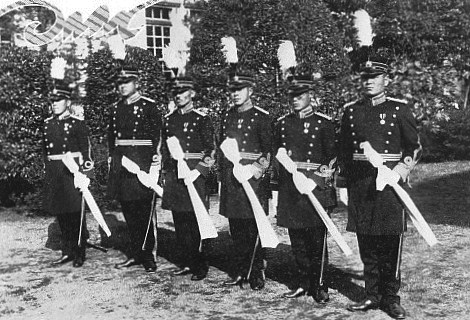
1930年代前半頃の陸大卒業者（首席1名および優等5名）。右胸に陸軍大学校卒業徽章を佩用し、左手に恩賜の軍刀を持った「軍刀組（恩賜組）」である。

陸軍大学校（りくぐんだいがっこう、旧字体：陸軍大學校󠄁）は、大日本帝国陸軍の参謀将校養成機関（参謀学校）。略称は陸大（りくだい）。現在の陸上自衛隊では、陸上自衛隊教育訓練研究本部指揮幕僚課程に相当する。
陸大は参謀本部の管轄であり、陸大卒業生（参謀適格者）の人事も参謀本部の総務部庶務課が行った。期ごとの人数は草創期を除いて50名から60名で推移し、最終期である60期は120名。卒業者は通算で3,007名。
陸軍現役兵科将校（士官候補生に採用され、陸軍士官学校〈陸士〉を卒業して陸軍少尉に任官した者）のうち、陸士同期生の1割程度が陸大に入校できたとされる。
なお、陸軍士官学校は、1937年（昭和12年）に、航空兵将校を養成する陸軍航空士官学校（航士）と、航空兵科以外の兵科将校を養成する陸軍士官学校（名称／略称は変更なし）の2つに分かれたが、本記事では昭和12年以降についても陸士・航士を区別せずに記述する。

## 歴史

### 創設
1869年（明治2年）9月に、明治天皇が臨席した集議院での会議で「兵式は陸軍は仏式、海軍は英式を可とすること」とされて以来、帝国陸軍はフランス式の兵制を採用してきた。1873年（明治6年）の「幕僚参謀服務綱領」、これに代わる1879年（明治12年）の「幕僚参謀条例」により、各兵科の将校から適任者を選んで参謀が選任されており、1880年（明治13年）には、フランス共和国の陸軍士官学校・陸軍大学校に1870年（明治3年）から10年間留学した小坂千尋が陸軍参謀大尉となっている。
西南戦争という実戦を経て、参謀将校の養成機関を日本国内に設ける必要性が認識され、1882年（明治15年）11月13日付の「陸軍大学校条例」によって陸軍大学校が設置された。創設当初の陸大は、参謀本部長の直轄であり、校長が置かれなかった。
同年12月以降、幹事の岡本兵四郎歩兵大佐、副幹事の小坂千尋参謀大尉、他に武官教官（大尉から中佐）7名、文官教官（数学科）2名の計11名の教官が任命された。1883年（明治16年）4月2日に、参謀本部構内の旧本部跡を仮の校舎として、陸大が開校した。当初の陸大の修学期間は、歩兵将校・騎兵将校は予科1年＋本科2年の計3年、砲兵将校・工兵将校は本科2年であった。陸大1期（入校者19名または15名、10名卒業）は、1883年（明治16年）と1884年（明治17年）に入校し、1885年（明治18年）12月24日に卒業した。輜重兵将校には原則として陸大受験資格がなく、例外として、陸軍士官学校騎兵科を卒業して輜重兵将校となった者が、陸大入校を許可されると同時に騎兵将校に復帰する場合のみ、陸大を受験できた。
創設当初の陸大はフランス式であり、小坂をはじめとする武官教官はフランス式兵制しか知らなかった。その教育内容は、数学・化学・物理といった自然科学の比重が大きく、参謀教育に必須の戦術・戦略・戦史については質量ともに手薄であり、実態としては、参謀養成機関というより「陸軍士官学校高等科」であった。

### メッケルの貢献
1870年（明治3年）から3年間プロイセン王国に留学した桂太郎を中心に、普仏戦争（1870年 - 71年）の経過に鑑みドイツ式（プロイセン式）の兵制を採用すべし、という主張があった。明治十四年の政変で政界の中心となった伊藤博文も強固なドイツ派であった。当時の帝国陸軍の首脳である山縣有朋、大山巌、西郷従道らはフランス派であったが、伊藤や桂の影響で次第にドイツ式兵制への関心を高めた。1884年（明治17年）3月6日には、陸大教官としてドイツ帝国陸軍将校を1名雇い入れることを太政大臣が裁可している。
一方、1883年（明治16年）12月から1885年（明治18年）1月まで、陸軍卿の大山巌が軍事視察のため欧州に出張していた。随員には桂（陸軍歩兵大佐、参謀本部管西局長）が加わっていた。従来はフランス式兵制を支持していた大山（1871年（明治4年）から3年間、フランスとスイスに留学）だが、桂にドイツ式兵制への移行を進言され、欧州でドイツ帝国の様子を実見するにつれて、桂の進言を受け入れる方向に考えを改めたとされる。
大山は、ドイツ帝国陸軍大臣のパウル・ブロンザルト・フォン・セレンドルフ中将（en:Paul Bronsart von Schellendorff）に面会し、陸大への教官派遣を要請した。諸説あるが、セレンドルフは、ドイツ帝国参謀総長のヘルムート・カール・ベルンハルト・フォン・モルトケ元帥（大モルトケ）と協議し、クレメンス・ヴィルヘルム・ヤーコプ・メッケル参謀少佐（42歳）を日本に派遣することを決定した。セレンドルフとメッケルは、プロイセン王国陸軍大学校で教官と学生の関係にあり、メッケルは当時のドイツ帝国参謀本部の中で秀才として知られていた。
メッケルの日本への派遣を知った、在日フランス公使館附陸軍武官は、大山の外遊中に陸軍卿代理を務めていた西郷従道に、フランス式兵制を捨てるのかと抗議したが、西郷はこれを一蹴した。ただし、日本の陸軍士官学校がドイツ式の士官候補生制度に移行し、士官候補生1期（一般に「陸士1期」と呼ばれる）が陸士に入校したのは1888年（明治21年）11月であり、帝国陸軍において数年間、陸士はフランス式、陸大はドイツ式と仏式・独式の教育が併存する結果となった。
メッケルは1885年（明治18年）3月18日に来日し、1888年（明治21年）3月24日に横浜港を出港した船でドイツに帰国した。滞日期間は3年であった。帝国陸軍は、メッケルの居館を参謀本部の構内に用意し、メッケルに月500ドルの俸給を支払った。
陸大に着任したメッケルは、陸大の教育課程をドイツ式に改革した。即ち、校内での図上戦術（ドイツ帝国陸軍大学校の教育方法そのままであった）・校外での演習旅行による実戦を想定した教育、理論ではなく戦史に例証を求める教育に再構築した。メッケルは、外征経験のない帝国陸軍の将校に兵站の概念・知識が欠落していることを憂い、外征における兵站について熱心に教育した。
陸大は、メッケルが3年間で作り上げた教育課程を、1945年（昭和20年）の終焉まで継承した。
メッケルは参謀本部顧問としての役割も果たした。明治19年3月に臨時陸軍制度審査委員会（委員長は児玉源太郎歩兵大佐）が設置され、ここでの研究により6鎮台編制から6個師団編制に移行したこと、陸軍中央が陸軍省・参謀本部・教育総監部の3官衙（中央三官衙）に分かれ、参謀本部の組織が確立して統帥権の独立が確立したこと、陸軍の兵制が順を追ってドイツ式に移行したことについては、メッケルの功績が大きい。
メッケルの離日後、1890年（明治23年）に青山に移転した陸軍大学校の正門を入ったところにメッケルのブロンズ胸像（敗戦後に行方不明となった）が設置され、参謀本部の食堂にはメッケルの肖像画が掲げられた。

### 制度改正
1887年（明治19年）に、全兵科（この時点では、歩兵、騎兵、砲兵、工兵）の将校の修学期間が3年に統一されたという。ただし、1886年（明治19年）12月2日に「陸軍大学校条例」が改訂されているが、修学期間についての言及は見当たらない。
1887年（明治20年）8月に「陸軍大学校条例」が大幅に改訂された。輜重兵将校に対する受験制限が廃止された（第1条）。修学期間が3年と明記された（第18条）。校長が置かれた（第2条）（初代校長は、児玉源太郎歩兵大佐）。

#### 専科学生・専攻学生・航空学生
本記事で詳説しているのは、卒業者が「陸大**期」と呼ばれる課程についてである。
他に、師団参謀要員の養成課程として、1933年（昭和8年）に「専科学生」（修学期間は約1年）が設置され、1944年（昭和19年）までに480名が卒業した。
また、「専攻学生」と「航空学生」が短期間設置されたが、卒業者は両者を合わせて100名に満たない。

### 終焉
陸大の修学期間は本来は3年であったが、太平洋戦争の激化により、1942年（昭和17年）12月入校の58期は1年8か月で卒業し、1943年（昭和18年）12月入校の59期は、当初は1年3か月の予定であったが、1944年（昭和19年）12月に1年の修学で卒業し、同時に陸大の教育が中止された。
翌年、1945年（昭和20年）1月に、陸大の教育を同年2月に再開すると発表され、陸大最後の期となった60期が2月11日に入校した。60期の修学期間は当初は1年の予定であったが、3月に参謀次長から「60期生が7月までの課程を修了すれば、陸大を閉鎖する可能性がある」旨が通知され、8月6日に卒業した。敗戦直前に卒業した60期についても、従来通りに、優等卒業者6名に恩賜の軍刀が授与された。なお、同年2月には、61期の採用についての陸軍大臣の通達が発せられ、同年6月に初審を行う予定となっていたが、これは実行されずに終わった。

### 校地の変遷
1883年（明治16年）に開校した際に仮校舎とした参謀本部構内の旧本部跡から、1884年（明治17年）に和田倉門内に新築した校舎に移転した。明治17年に陸大が移転したのは、和田倉門の近くの「旧大名屋敷」であったとする文献があり、それを踏襲した記載が千代田区観光協会のサイトにある。しかし、明治17年3月1日付の陸軍省達には「陸軍大学校今般和田倉門内へ新築落成候に付去月廿八日同所へ移転候条為御心得段及御通牒候也」と明記されている。
1890年（明治23年）に青山（現在の北青山1丁目、港区立青山中学校が所在）に恒久的な校舎を新築、1891年（明治24年）4月25日に移転した。陸大は「青山」と通称された。
太平洋戦争末期の1945年（昭和20年）3月には山梨県甲府市に疎開した。ただし、青山の陸大校舎は戦災で失われずに港区立青山中学校の校舎に転用され、1985年（昭和60年）に同中学校の新校舎が建設されるまで使用された。

## 概要

### 入校選抜

#### 入校選抜 概説
陸大の受験資格者は、陸軍現役兵科将校（憲兵将校を除く）のうち、所属長（連隊長など）の推薦を受けた、陸軍士官学校（陸士）を経て少尉任官後に隊附（部隊勤務）2年以上の中尉・少尉。大尉に進級すると受験資格を失った。
修学期間は3年。なお受験資格・修学期間とも変遷がある。
陸士卒業者（士官候補生出身者）以外で陸大を卒業したのは2名のみである（陸大1期の東條英教、陸大2期の谷田文衛）。
帝国陸軍は士官候補生出身者と陸軍少尉候補者出身者を対等に扱ったため、陸軍少尉候補者出身者たる陸軍現役兵科将校も陸大の受験資格を有していた。ただし、陸軍少尉候補者出身者たる陸軍現役兵科将校が陸大入校を果たした例はなかった。
1933年（昭和8年）に制度化された特別志願将校は「召集された陸軍予備役将校」の身分であり、陸軍現役将校に該当しないために陸大の受験資格がなかったが、1939年（昭和14年）の制度改正により、予備役から現役への転役を志願する特別志願将校は、陸軍士官学校丁種学生（約1年）を経て陸軍現役将校に採用されることが可能になった。特別志願将校出身者たる陸軍現役兵科将校も、陸大の受験資格を有したと思われる。

#### 入校選抜の流れ
陸大の入校試験は初審（筆記試験）と再審（口頭試験）の2段階であった。陸大合格には、3年程度をかけての受験勉強が必要だった。
毎年、各所属長（連隊長など）は、陸大受験資格を有し、かつ自らが推薦する中尉／少尉を登載した「陸軍大学校学生候補者名簿」を、所管長官（師団長など）に提出した。
各所管長官は、各々の「陸軍大学校学生候補者名簿」に自らの意見を付して、所管内の総括表たる「陸軍大学校学生候補者連名簿」と共に、毎年1月末までに参謀総長に提出し、この時点で初審の受験者が確定した。
初審は受験者の属する司令部（師団司令部など）の所在地で行われ、再審は陸大で行われた。

##### 入校選抜：有末精三の証言
1921年（大正10年）に陸大に入校した有末精三（陸大36期恩賜）の証言は以下の通り（要約）。
| 「 | 4月に初審を受験する段階で、人数が入校予定者の10倍程度に絞られている。初審科目は、戦術甲（戦闘原則）、戦術乙（陣中用務）、戦術丙（図上戦術）、築城、兵器、交通、歴史、数学、語学の9科目。 入校予定者の2倍の人数に初審合格が通知されるのが8月である。年末に再審が行われるが、これは人物考査を兼ねている。 再審初日に図上戦術の筆記試験が行われ、以降、受験者は一日おきに陸大に出頭し、20日ほどをかけて各科目の口頭試験を受ける（試験官を務める教官は毎日である）。 受験者の多くがノイローゼ気味になり、不合格を確信するほどの厳しい試験であったが、50名ほどの陸大専任教官が全力で行う再審は、当時、最も公正な試験であると認められていた。 | 」 |

##### 入校選抜：今村均の証言
今村均（陸大27期首席）が陸大に入校した1912年（明治45年/大正元年）の入校試験の経過は以下の通り（要約）。
| 「 | 今村が属する第2師団は、1910年（明治43年）4月から1912年（明治45年）4月まで朝鮮に駐箚しており、初審は第2師団司令部が所在する京城で4月に実施され、7日間を要した。今村は前年も京城で初審を受験しており、所要日数は同じだった。 8月、朝鮮駐箚を終えて衛戍地の仙台に戻っていた第2師団司令部に、陸大から「今村は初審に合格したので12月1日に陸大に出頭すべし」と通知された。 再審は12月2日から10日間に渡って実施され、受験者は120名であった。1日目から9日目までは、学識を問う通常の口頭試験であり、戦術は5名の陸大教官が、他の課目は2‐3名の陸大教官が試験官を務めた。 10日目は「人物考査」という課目であり、陸大幹事（校長に次ぐNo2）の鈴木荘六少将、先任兵学教官（中佐）の2名が試験官であった。今村に対する試問は、学識を問うものではなく、いわゆる「圧迫面接」のように、答えに窮する問いを意図的にぶつけて反応を試すものであった。 12月12日、入校式の直前に、受験者全員120名が陸大の大講堂に集められて、うち60名が合格と告げられ、今村は合格した。 | 」 |

それから14年後、鈴木荘六が参謀総長、今村が参謀本部部員であった時、鈴木に随行していた今村は、陸大入校試験の時のことを鈴木に尋ねた。
こう答えた鈴木は、多くの者に、今村に行ったのと同内容の「圧迫面接」を行ったと語った。

### 教育
陸大の教育内容は、1913年（大正2年）の課程を概説すると下記の通り。
1. 午前と午後に分け、午前は軍事科目、午後は一般教養科目。
2. 午前の軍事科目は、主要3科目として、戦術が週3回、戦史が週1-2回、参謀用務が週1-2回。他に兵要地学、交通、兵器、築城、経理、衛生などが講義された。
3. 午後の一般教養科目は、語学（陸士での各人の専攻語学により、英語・仏語・独語・露語・中国語に分かれる）が年間150時間程度、馬術が年間140時間程度。他に歴史、数学、統計学、法律、国際法。
4. 2年生と3年生は、学年合同での大掛かりな兵棋演習を、年間に20回～30回実施。
5. 2年生で、海軍戦術を23回。
6. 3年間を通じて、春と秋の2回、校外での現地戦術がある。1年生と2年生は年間21日間。
7. 3年生の現地戦術は、特に「参謀演習旅行」と呼んだ。特に第2回は、教官が故意に困難な状況（問題。貴官が師団長であれば、この場面においてどう判断し、どう部隊を動かすか？）を学生に示し、決心（答え。このように判断し、このように命令する）を求めることを繰り返すもので、参謀演習旅行の2週間ほど、学生は不眠不休となった。知力に加えて体力の限界を試す目的があった。
8. 日露戦争や日清戦争の戦跡地を巡る「満鮮旅行」、夏季には、自分の兵科とは異なる兵科での隊付勤務（1.5カ月）。

戦術教育は、参謀演習旅行の項で述べたように、教官が状況を示し、学生が決心を答えるというマンツーマンの教育であった。教官は出題に当たり正解（原案といった）を用意しているが、学生が答えた決心の筋道が通っていれば、原案と異なった結論であっても良しとした。戦史教育では、欧州戦史が主な題材となり、日本戦史・東洋戦史は従であった。

### 卒業
陸大の卒業席次は、各教官が担当科目について採点した点数を、陸大副官が集計し、陸大を所管している参謀本部の総務部長に直接報告して定められるシステムであり、陸大の校長・幹事らは関与しなかった。陸大の卒業式には必ず天皇が行幸し、卒業席次上位6名には恩賜の軍刀が授けられ、これら6名は「軍刀組」あるいは「恩賜組」と呼ばれた。首席卒業者は天皇の前で40分間の御前講演を行った。陸大27期首席として、1915年（大正4年）12月11日の卒業式で、大正天皇に対し御前講演を行った今村均は、講演原稿を全て暗記したという。

## 陸大の教育内容の評価

### 否定的評価
戸村盛雄（陸軍中佐。陸士40期、陸大51期（昭和13年12月卒業）。昭和14年10月 参謀本部部員（通信課）、昭和18年8月 関東軍参謀、終戦時は第26師団参謀）は、陸大の教育内容を下記のように批判している。

## 「天保銭」

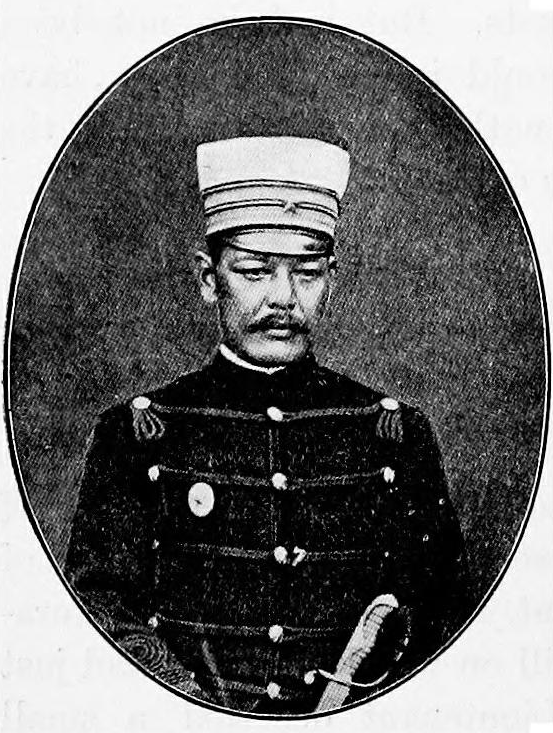
陸軍騎兵少佐当時の秋山好古。胸部に陸軍大学校卒業徽章を佩用

陸大卒業者は、陸軍大学校卒業徽章（1887年〈明治20年〉8月に制定、1936年〈昭和11年〉5月に廃止・佩用禁止）を右胸に佩用した。この徽章は楕円形の形状が天保通宝に似ていることから「天保銭」と通称された。

### 「天保銭」以前
上法快男『陸軍大学校』によると、1885年（明治18年）12月に陸大1期が卒業するに先立って「陸軍参謀官適任証書所有徽章」（出典ママ）が制定され、小坂千尋に第1号が授与され、第2号以降は陸大1期卒業者に授与されたという。 黒野耐も同様のことを述べており、この「陸軍参謀官適任証書所有徽章」（出典ママ）が、いわゆる「天保銭」、すなわち陸軍大学校卒業徽章だとする。ただし、1882年（明治15年）11月13日付の「陸軍大学校条例」には「第14条 卒業試験に於て及第する者には参謀職務適任証書を授与し原隊 隊外は原所管 に復帰せしむ」と、卒業者全員に参謀職務適任証書を授与する制度が規定されているのみである。また1886年（明治19年）12月2日に陸軍大学校条例が改訂された際の書類には、改訂前の陸軍大学校条例の条文（17年6月陸軍省達と記載）が収録されているが、第14条は明治15年時点の条文と同一であり、明治18年に「陸軍参謀官適任証書所有徽章」を授与する制度が存在した形跡はない。
1886年（明治19年）12月に「陸軍大学校条例」が改訂され、「第13条 卒業試験に於て及第する者には卒業を表章するための徽章を授与し其優等のものには更に参謀職務適任証書を与え原隊 隊外は原所管 に復帰せしむ」と規定され、卒業者全員に徽章を授与し、優秀者のみに、加えて参謀職務適任証書を授与する制度に変更された。ただし、この徽章は、金色の星型徽章を2個授与され、軍服の詰襟の両側に1個ずつ装着するものであり、いわゆる「天保銭」とは異なっていた。この年の12月28日に卒業した2期（9名）のうち、参謀職務適任証書を授与されたのは5名であった（うち3名は恩賜の望遠鏡を拝受）。

### 「天保銭」の制定
1887年（明治20年）8月に「陸軍大学校条例」が大幅に改訂され、従来の第13条に該当する条文は第26条となり、「第26条 卒業者には卒業証書及ひ之を表章する徽章を付与す其徽章は定規の服装に於て上衣右乳部の下方に附着せしむ」と規定された。参謀職務適任証書を授与する従来の制度は完全に廃され、陸大卒業者全員に、卒業証書と、銀の菊座に金色金属の星章を配した「陸軍大学校卒業徽章」、いわゆる「天保銭」を授与する制度に変更された。よって、同年12月に卒業した3期（卒業者7名）以降の陸大卒業者には陸軍大学校卒業徽章が授与された。
秦郁彦は「参謀服務適任証書」（出典ママ）は陸大1期の10名と陸大2期の5名に授与されたのみで明治20年に廃止され、同年に、陸軍大学校卒業徽章（いわゆる「天保銭」）が制定されたと述べている。
稲田正純（陸大37期恩賜。陸大を卒業した後、1929年（昭和4年）から2年間フランス陸軍大学校に留学し、同校を卒業）によると、帝国陸軍の陸軍大学校卒業徽章、いわゆる「天保銭」は、フランス軍の陸軍大学校卒業徽章に倣って制定されたものである。稲田はフランス陸軍大学校からも卒業徽章を授与され、日仏の「天保銭」を併せ持つことになったが、当時のフランス陸軍大学校では、外国軍から留学した将校だけに卒業徽章を授与していた。

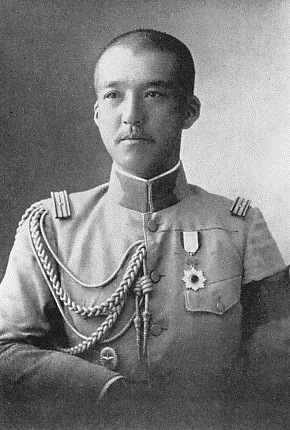
卒業徽章を佩用した陸軍騎兵中佐当時の壬生基義（1912年頃）
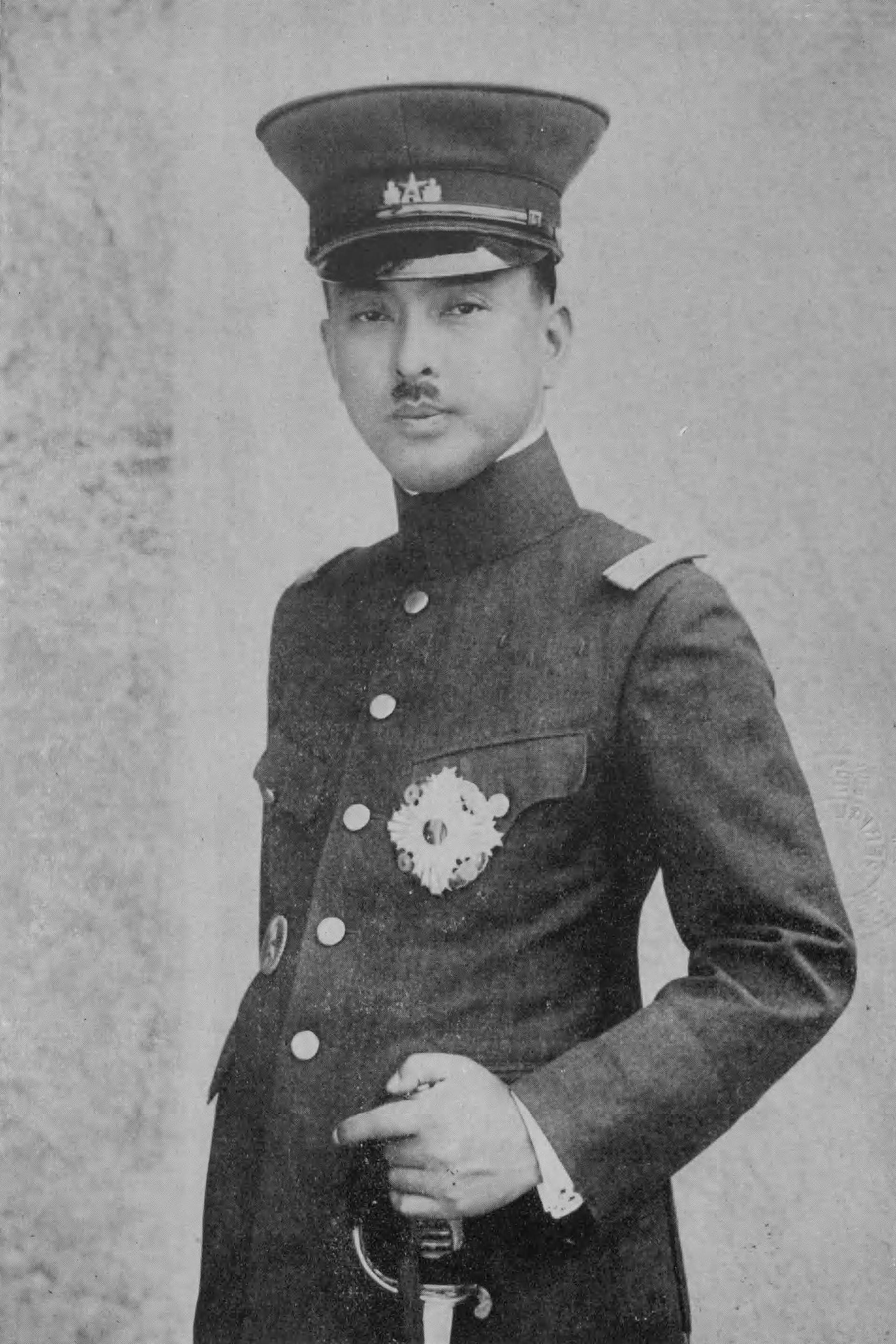
卒業徽章を佩用した陸軍歩兵大尉当時の朝香宮鳩彦王（1914年頃）
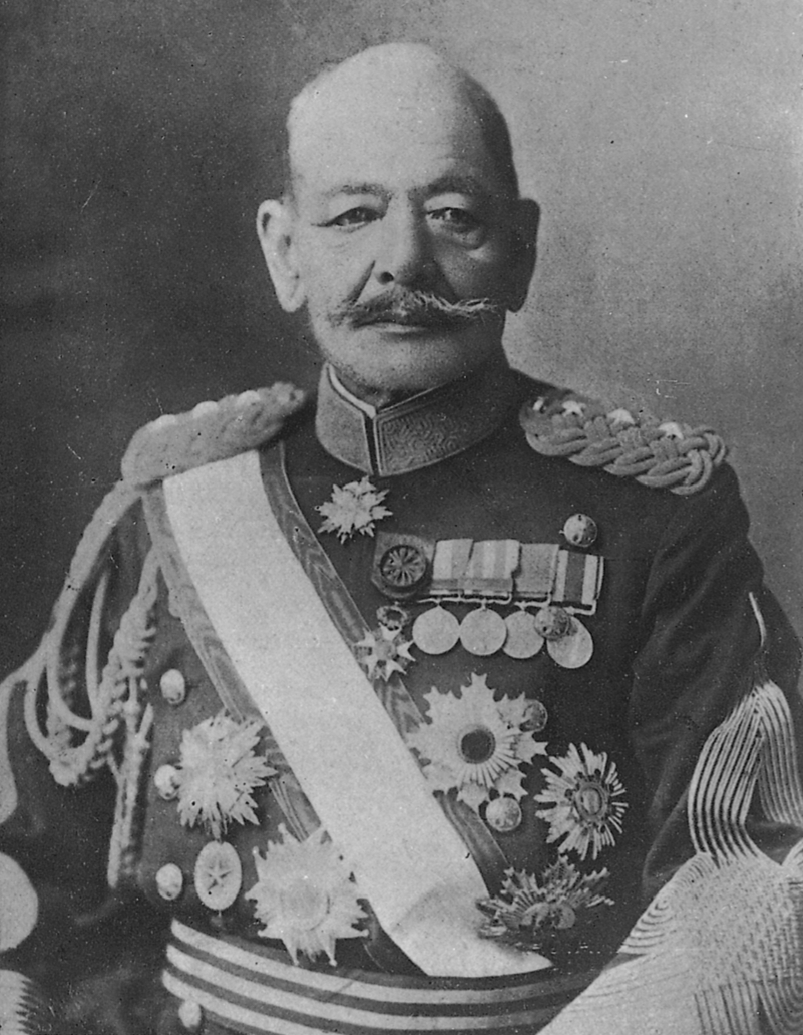
卒業徽章を佩用した陸軍大将当時の秋山好古（1920年前後頃）
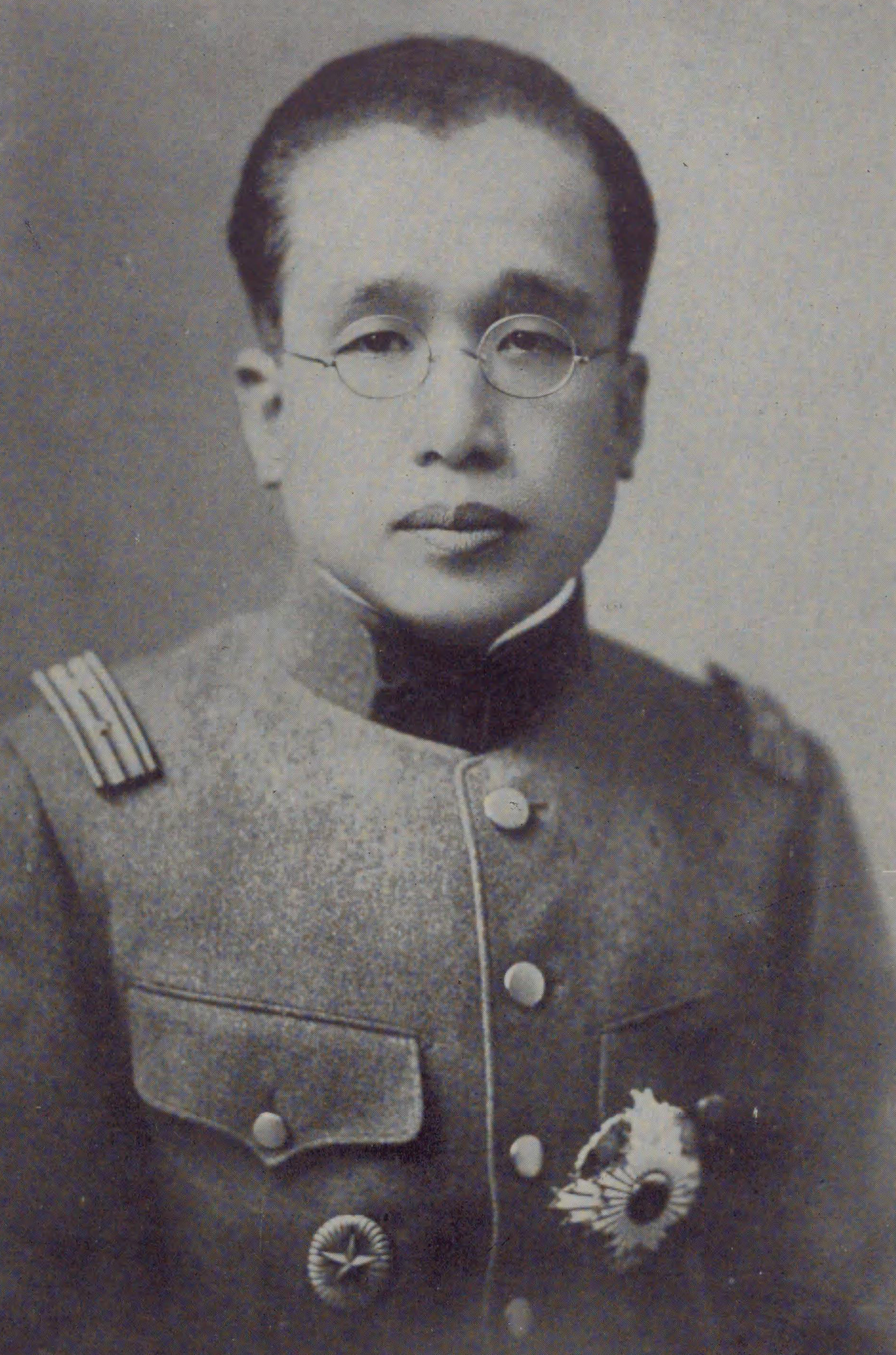
卒業徽章を佩用した陸軍歩兵中佐当時の李王垠（1932年頃）
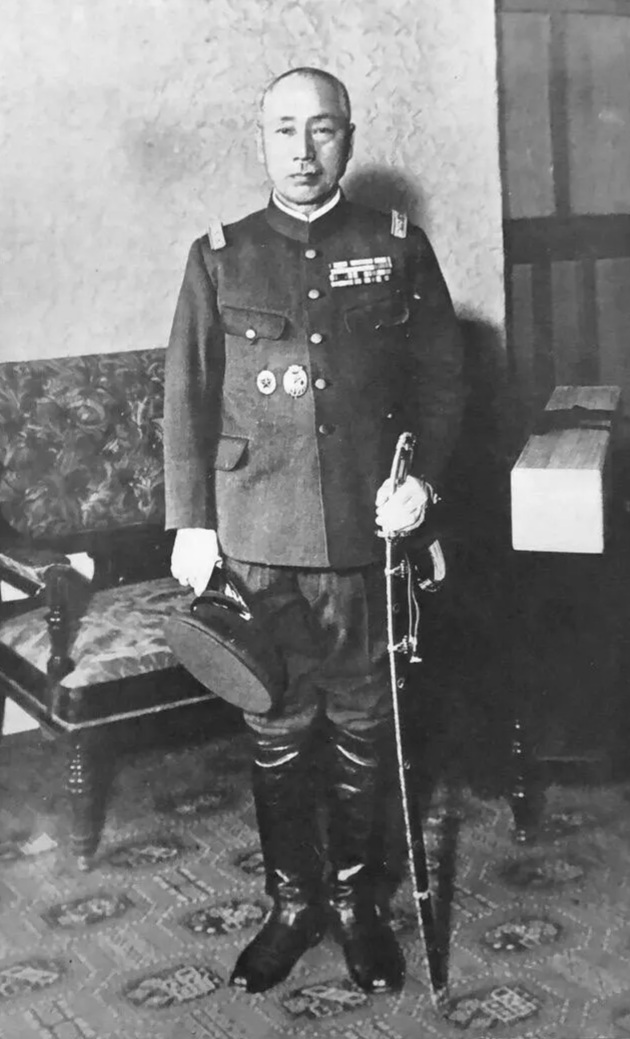
卒業徽章を元帥徽章とともに佩用した元帥陸軍大将当時の武藤信義（1933年頃）

### 「天保銭」の廃止
陸大卒業者は「天保銭組」と呼ばれ、対して陸大を出ない大多数の将校は「無天組」と呼ばれた。
無天組の天保銭組への反発・妬みを考慮し、1936年（昭和11年）5月に陸軍大学校卒業徽章を授与する制度が廃され、既卒者が陸軍大学校卒業徽章を佩用することも禁じられた。よって、同年11月に卒業した48期以降の陸大卒業者には、陸軍大学校卒業徽章は授与されていない。
1936年5月に「天保銭」の佩用が禁じられた後、陸大卒業者の軍服の右胸下には「天保銭」を佩用していた時に空いた穴が残った。陸大卒業者の中には、1936年5月以降に新調した軍服の右胸下に、同様の穴をわざわざ空けて、自らが陸大卒業者であることをさりげなく誇示する者もいた。

## 陸大卒業者と同等に扱われた者

### 技術将校（陸軍砲工学校高等科優等卒業者、員外学生出身者）
山口宗之は、
1. 下記の2条件、
- 陸軍砲工学校高等科 優等卒業者（砲工優等）
- 東京帝国大学等に員外学生として派遣されて学士号を取得した者（員外学生出身者）

のいずれかに該当する陸軍現役兵科将校（技術将校）は、陸軍人事上、いずれも陸大卒業者と同等に扱われた。
2. 下記の3名、
- 吉田豊彦（陸士5期、砲工優等〈6期〉）
- 緒方勝一（陸士7期、砲工〈8期〉、フランス留学2年）
- 岸本綾夫（陸士11期、砲工〈11期〉、工学士〈東京帝大〉）

は、田中弘太郎（陸士旧9期、工学博士号の授与を辞退）と同様に、『技術大将』の枠で陸軍大将に親任されたと思われる。
旨を述べている。
同じく山口宗之は、砲工優等で中将以上に進級した者（27名）、員外学生出身者で中将以上に進級した者（49名、ただし、内11名は砲工優等と重複）の進級状況について
としているが、次いで、陸士同期（11期）で砲工優等の勝野正魚が中将に留まり、工学士の岸本綾夫が大将に親任された事例を取り上げて
としている。
※ 本記事では、以下「砲工優等、員外学生出身者」を、「技術将校」と呼称する。

#### 額田坦の見解
陸軍省と参謀本部で人事担当部署に約7年勤務し、陸軍省人事局長を務めた額田坦は、下記のように述べている。

#### 石井正紀の見解
石井正紀は、陸士24期生（明治45年卒業）について調査し、
- 員外学生出身者は、多くが中将に至っている。
- 砲兵科・工兵科で「砲工学校高等科を卒業したが[注釈 16]、員外学生にならず、かつ陸大に進まなかった者」の将官への進級割合は7割程度（ただし少将どまりが多い）。将官になったか否かという点に限れば、陸大卒業者とさほど遜色ない。

という趣旨を述べている。

## 陸大卒業者のその後
陸大卒業者（技術将校を含む）は、陸士同期生の最右翼（序列トップ）に置かれ、陸士卒業が前の期の無天組を次々に追い抜いて進級し、中央三官衙の幕僚を占めた。
しかし、陸大首席が佐官止まり（24期首席：陸軍省軍務局騎兵課長・騎兵大佐で予備役、25期首席：歩兵第61連隊附・歩兵中佐で予備役）という事例もある。陸軍人事に陸大卒業成績が反映されるのは、陸大を卒業してから10年間とするという内規があったとされる。大尉の時に陸大を卒業したとして、大佐進級までは陸大卒業席次が大きく影響するが、そこから先、特に大佐から少将への進級には、上下の評価ならびに本人の実績が影響した。
藤井非三四は、陸大18期（1907年〈明治39年〉卒業）から陸大25期（1913年〈大正2年〉卒業）までの、陸大卒業者372人（陸大を途中で退校した50人を含まず。技術将校を含まず）について調査して、
- 大将6％、中将38％、少将34％、計78％が将官となっており、多くが中佐で予備役に編入される無天組とは、進級速度と最終階級の両面で大差があったのは事実。
- 将官になれなかった22%（80人強）のうち、恩賜組が11人（うち首席が3人）いた。
- 少将まで進んだ34%のうち、ほぼ半数は、少将に進級した直後に待命・予備役となる[98]「名誉少将」であった。

と述べている。
山口宗之は、帝国陸軍の陸軍大将134名（皇族8名を含む）のうち、陸軍の将校養成制度が確立した陸士1期以降の66名（皇族を含まず）について調査して、
- 陸大卒業者、技術将校[注釈 17]のいずれにも該当しない大将は、鈴木孝雄の1名のみ。
- 大将に親任されるか否かに、幼年学校と陸士の卒業成績は影響なし。
- 総合的に見て、大将に親任されるか否かを、陸大卒業成績が左右したとは認めがたい。

と述べている。

額田坦は、ある者が少将に進級した段階で、その者が中将に進めるか否かは概ね予想できたとする。しかし、その者が大将に親任されるか否かについては下記のように述べている。

## 陸士同期生間の序列（陸士16期の事例）
『陸軍現役将校同相当官実役停年名簿 昭和9年9月1日調』において、陸士16期（明治37年11月1日 少尉任官。陸士卒業時549名）の序列上位者（1位-8位）は下記の通りであった。
いずれも陸大卒業者または技術将校であるが、
1. 陸大卒業者と技術将校[注釈 17]は、完全に同格である。
2. 概ね「陸士優等卒業者≒陸大卒業者または技術将校≒最終的な序列上位者」であり、海軍の「ハンモックナンバー（海軍兵学校卒業席次を基礎とした兵学校同期生間の先任順位）」と同様の結果になっている。
3. 「陸士恩賜」「陸大恩賜」、陸大卒業期の前後、陸大卒業席次の高低は、いずれも重視されない。

ことが見て取れる。
- 序列1位：松井 命（昭和7年4月11日 少将。陸軍技術本部第2部長。工兵科。陸士卒業順位 9位[104]〈工兵科 恩賜[103]〉、砲工優等〈15期〉[105]、明治43年－大正3年 フランス駐在[106][注釈 18]。最終階級は中将〈昭和15年3月30日 予備役〉[107]）
- 序列2位：永田 鉄山（昭和7年4月11日 少将。陸軍省軍務局長。歩兵科。陸士卒業順位 1位[104]〈歩兵科 恩賜[103]〉、陸大23期 恩賜〈次席〉[108]。少将で殉職して中将に進級〈昭和10年8月12日 殉職〉[107]）
- 序列3位：佐野 光信【陸士卒業時は「佐野 種三郎」、大正2年8月28日に改名・官報1904年11月2日及び1914年1月19日参照】（昭和7年4月11日 少将。関東軍飛行隊長[107]。歩兵科→航空兵科[102]。陸士卒業順位 約40位[注釈 19]、陸大26期 10位/62名[108]。最終階級は中将〈昭和12年8月31日 予備役〉[107]）
- 序列4位：森 五六（昭和7年4月11日 少将。近衛師団司令部附。歩兵科。陸士卒業順位 2位[104]〈歩兵科 恩賜[110]〉、陸大25期 7位/55名[108]。最終階級は少将〈昭和10年3月30日 予備役〉[107]）
- 序列5位：小畑 敏四郎（昭和7年4月11日 少将。陸軍大学校幹事。歩兵科。陸士卒業順位 5位[104]、陸大23期 恩賜〈6位〉[108]。最終階級は中将〈昭和11年8月1日 予備役〉[107]）
- 序列6位：岡村 寧次（昭和7年4月11日 少将。関東軍参謀副長[111]。歩兵科。陸士卒業順位 6位[104]、陸大25期 8位/55名[108]。最終階級は大将〈昭和20年の帝国陸軍消滅まで現役〉[107]）
- 序列7位：土肥原 賢二（昭和7年4月11日 少将。関東軍司令部附〈奉天特務機関長〉[112]。歩兵科。陸士卒業順位 8位[104]、陸大24期 24位/54名[108]。最終階級は大将〈昭和20年の帝国陸軍消滅まで現役〉[107]）
- 序列8位：園部 和一郎（昭和7年8月8日 少将。歩兵第1旅団長。歩兵科。陸士卒業順位 21位[104]、陸大25期 恩賜〈5位〉[108]。最終階級は中将〈昭和16年6月21日 予備役〉[107]）

※ 序列9位以下は略。

## 皇族枠
一般将校に対して厳しい選抜試験が課せられたのに対し、皇族（皇族に準じる扱いを受けた王公族を含む）は、無試験、もしくは形式的な入校試験で入校できた。陸大に最初に入校した皇族は久邇宮邦彦王であり、それ以降に陸軍将校となった皇族は、実質的に全員が陸大に入校・卒業している。
既述のように、今村均は陸大27期の選抜について詳細に書き残している。

採用人数60名の2倍の120人が再審を受験し、入校式の直前に60名が合格、残る60名が不合格を告げられてから、
と描写している。それまでの再審に北白川宮成久王が加わっていた様子はない。

## 無天組の将官進級
一般に、陸大卒業の履歴がないと帝国陸軍において将官に進むのは難しいとされ、無天組の将官は陸士同期の1%程度にとどまる、というのが通説である。
山口宗之は、陸士1期（明治24年3月少尉任官）から、最後の将官（皇族・没後進級者を除く）を出した陸士33期（大正10年10月少尉任官）までの、陸士卒業・少尉任官者の累計（陸士卒業・少尉任官者の累計は士官候補生出身者のみ）・将官の累計（将官の累計は皇族・没後進級者を除く）を調査し、
```
陸士卒業・少尉任官者 17,574名（100%）
```

```
 将官 2,476名（14%）
```

```
  将官のうち、陸大卒業者 1,287名
```

```
  将官のうち、技術将校
[
注釈 17
]
 66名
```

```
   
無天組
[
注釈 21
]
将官 1,123名（6.4%）
```

というデータを導いている。
また、陸士1期から陸士29期までにおいて、無天組の中将が181名、大将が1名（鈴木孝雄〈陸士2期〉）出ていることを示している。
山口は
- 無天組将官の陸士同期に占める比率（6.4%）は、通説（約1%）を遥かに上回る[114]。
- 無天組で将官に昇るには、金鵄勲章を授与されているか否かが、もっとも影響したと考えられる[117]。
- 無天組将官が、陸士同期の陸大卒将官を進級で上回った例は少なくない[117]。

と述べ、下記のように結んでいる。

## 歴代校長
はじめ参謀本部長直隷の幹事を置き、1887年（明治20年）10月7日より校長を置いた。
幹事
1. 岡本兵四郎 歩兵大佐：1882年12月3日[118] -
2. 児玉源太郎 歩兵大佐：1885年9月30日[118] -

校長
1. （兼）児玉源太郎 歩兵大佐：1887年10月25日 -
2. 高橋惟則 歩兵大佐：1889年11月2日 -
3. 大島久直 歩兵大佐：1890年6月13日 -
4. 塩屋方圀 砲兵大佐：1892年2月6日 -
5. （扱）藤井包總 工兵大佐：1894年8月1日 -
6. （扱）塩屋方圀 少将：1895年6月24日 -
7. （扱）立見尚文 少将：1896年1月27日 -
8. （扱）大島久直 少将：1896年4月1日 -
9. 大島久直 少将：1896年5月11日 - 6月6日
10. 塚本勝嘉 歩兵大佐：1896年6月6日 - 1897年4月22日[119]
11. 大島久直 少将：1897年4月24日 -
12. 上田有沢 少将：1898年10月1日 -
13. （扱）寺内正毅 中将：1901年2月18日 - 1902年3月27日
14. （心）藤井茂太 砲兵大佐：1902年5月5日 - 1902年6月21日
15. 藤井茂太 少将：1902年6月21日 - 1906年2月6日
16. 井口省吾 少将：1906年2月6日 - 1912年11月27日
17. 大井菊太郎 少将：1912年11月27日 - 1914年5月11日
18. 由比光衛 中将：1914年5月11日 - 1915年1月25日
19. 河合操 少将：1915年1月25日 - 1917年8月6日
20. 浄法寺五郎 中将：1917年8月6日 -
21. 宇垣一成 少将：1919年4月1日 -
22. 星野庄三郎 中将：1921年3月11日 -
23. 田村守衛 少将：1922年2月8日 -
24. 和田亀治 中将：1923年8月6日 -
25. 渡辺錠太郎 中将：1925年5月1日 - 1926年3月2日[120]
26. （兼）金谷範三 中将：1926年3月2日 -
27. 林銑十郎 中将：1927年3月5日 -
28. 荒木貞夫 中将：1928年8月10日 -
29. 多門二郎 中将：1929年8月1日 -
30. 牛島貞雄 少将：1930年12月22日 -
31. 広瀬猛 中将：1933年8月18日 - 1934年7月17日
32. （兼）杉山元 中将：1934年8月1日 -
33. 小畑敏四郎 少将：1935年3月18日 -
34. 前田利為 少将：1936年8月1日 -
35. （兼）今井清 中将：1937年8月2日 -
36. （兼）多田駿 中将：1937年8月14日 -
37. 塚田攻 少将：1938年3月5日 -
38. 飯村穣 少将：1938年12月10日 -
39. 藤江恵輔 中将：1939年10月26日 -
40. 山脇正隆 中将：1941年4月10日 -
41. 下村定 中将：1941年9月3日 -
42. 岡部直三郎 中将：1942年10月8日 -
43. 飯村穣 中将：1943年10月29日 -
44. （兼）秦彦三郎 中将：1944年3月22日 -
45. 田中静壱 大将：1944年8月3日 -
46. 賀陽宮恒憲王 中将：1945年3月9日 - 9月16日

## 交通
最寄り駅は都電7系統および33系統の陸軍大学校前停留所であった。9系統の青山一丁目停留所（7系統の乗換駅）からも近く、参謀本部からは主にこちらが用いられた。